# Стіжоцька сільська рада
Стіжо́цька сільська́ ра́да — адміністративно-територіальна одиниця та орган місцевого самоврядування в Шумському районі Тернопільської області. Адміністративний центр — село Стіжок.

## Загальні відомості
- Територія ради: 41,462 км²
- Населення ради: 496 осіб (станом на 2001 рік)

## Населені пункти
Сільській раді підпорядковані населені пункти:
- с. Стіжок

## Склад ради
Рада складається з 16 депутатів та голови.
- Голова ради: Федорчук Петро Сергійович
- Секретар ради: Радчук Світлана Петрівна

### Керівний склад попередніх скликань
| Прізвище, ім'я, по батькові | Основні відомості                                                 | Дата обрання | Дата звільнення |
| --------------------------- | ----------------------------------------------------------------- | ------------ | --------------- |
| Міньковський Олег Петрович  | Сільський голова, 1968 року народження, член Народної партії      | 26.03.2006   | 31.10.2010      |
| Федорчук Петро Сергійович   | Сільський голова, 1979 року народження, освіта вища, безпартійний | 31.10.2010   |                 |

Примітка: таблиця складена за даними сайту Верховної Ради України

### Депутати
За результатами місцевих виборів 2010 року депутатами ради стали:

#### За суб'єктами висування
| Суб'єкт висування                                   | Кількість обраних депутатів | %    |
| --------------------------------------------------- | --------------------------- | ---- |
| Самовисування                                       | 13                          | 81,3 |
| Політична партія Всеукраїнське об'єднання «Свобода» | 3                           | 18,8 |

#### За округами
| № округу                                            | Прізвище, ім'я, по батькові  | Дата визнання обраним | Освіта             | Партійна приналежність                        | Відомості про обраного депутата                    |
| --------------------------------------------------- | ---------------------------- | --------------------- | ------------------ | --------------------------------------------- | -------------------------------------------------- |
| Політична партія Всеукраїнське об'єднання «Свобода» |                              |                       |                    |                                               |                                                    |
| 9                                                   | Подлєсний Микола Леонідович  | 05.11.2010            | середня спеціальна | член Всеукраїнського об'єднання «Свобода»     | тимчасово не працює                                |
| 14                                                  | Тимощук Роман Ярославович    | 05.11.2010            | вища               | член Всеукраїнського об'єднання «Свобода»     | тимчасово не працює                                |
| 16                                                  | Радчук Святослав Миколайович | 05.11.2010            | вища               | член Всеукраїнського об'єднання «Свобода»     | тимчасово не працює                                |
| Самовисування                                       |                              |                       |                    |                                               |                                                    |
| 1                                                   | Саланда Тамара Федорівна     | 05.11.2010            | вища               | позапартійна                                  | Стіжоцька загальноосвітня школа І-ІІ ст., директор |
| 2                                                   | Радчук Олексій Сергійович    | 05.11.2010            | середня спеціальна | позапартійний                                 | МГ «Стіжок», єгер                                  |
| 3                                                   | Горобець Надія Аркадіївна    | 05.11.2010            | середня спеціальна | позапартійна                                  | тимчасово не працює                                |
| 4                                                   | Тимощук Василь Євстахійович  | 05.11.2010            | середня спеціальна | позапартійний                                 | Стіжоцька загальноосвітня школа І-ІІ ст., опалювач |
| 5                                                   | Радчук Надія Йосипівна       | 05.11.2010            | середня спеціальна | позапартійна                                  | пенсіонер                                          |
| 6                                                   | Жартун Жанна Ростиславівна   | 05.11.2010            | середня спеціальна | позапартійна                                  | тимчасово не працює                                |
| 7                                                   | Радчук Василь Петрович       | 05.11.2010            | середня спеціальна | позапартійний                                 | приватний підприємець                              |
| 8                                                   | Міщук Володимир Мефодійович  | 05.11.2010            | середня спеціальна | позапартійний                                 | тимчасово не працює                                |
| 10                                                  | Мандибур Ганна Анатоліївна   | 05.11.2010            | середня спеціальна | позапартійна                                  | тимчасово не працює                                |
| 11                                                  | Ігнатюк Наталія Василівна    | 05.11.2010            | середня спеціальна | позапартійна                                  | Кременецький санаторій, медична сестра             |
| 12                                                  | Радчук Світлана Петрівна     | 05.11.2010            | середня спеціальна | член Політичної партії «Наша Україна»         | Стіжоцька сільська рада, секретар                  |
| 13                                                  | Тимощук Галина Василівна     | 05.11.2010            | середня спеціальна | член Всеукраїнського об'єднання «Батьківщина» | Стіжоцька сільська рада, бухгалтер                 |
| 15                                                  | Терещенко Раїса Дмитрівна    | 05.11.2010            | вища               | позапартійна                                  | Стіжоцька загальноосвітня школа І-ІІ ст., вчитель  |